# Mnesicle

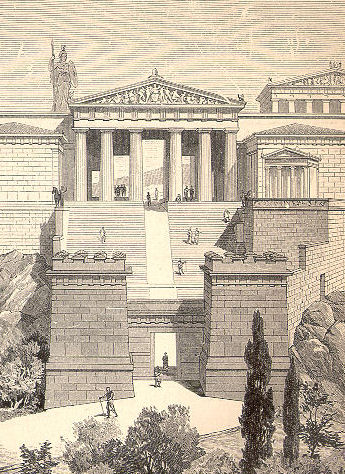
Propilei e Tempio di Atena

Mnesicle (in greco antico: Μνησικλῆς?, Mnēsiklês; V secolo a.C. – dopo il 432 a.C.) è stato un architetto greco antico.

## Biografia
Mnesicle fu l'architetto incaricato della costruzione dei Propilei dell'Acropoli di Atene, nel corso dei grandi lavori promossi da Pericle. Il cantiere fu avviato durante l'arcontato di Eutimene nel 437 a.C., e secondo Eliodoro il Periegeta , durò cinque anni.
Allo scoppio della Guerra del Peloponneso, nel 432 a.C. i lavori furono interrotti e mai più ripresi.
Per la grande abilità con cui Mnesicle riuscì a integrare lo stile dorico e quello ionico in un unico armonioso insieme, alcuni studiosi gli attribuiscono anche una partecipazione al cantiere dell'Eretteo.